# Vox (정당)
Vox(복스)는 스페인의 국민보수주의 정당으로, 보통 극우 및 우익 대중주의 성향으로 간주한다. 당명은 라틴어로 "목소리"를 뜻한다.
2013년 말 국민당에서 갈라져 나온 신보수파가 기원으로, 지역주의 반대와 지방자치 축소를 주장하였다. 2014년 9월 사회학자 산티아고 아바스칼을 대표로 선출하여 현재까지 재임 중이다.
2019년 4월 스페인 총선거에서 10.26%를 득표하여 하원에 24석을 얻으며 처음 국회에 입성하였다. Vox는 프란시스코 프랑코의 팔랑헤당 해산 이후 처음으로 중앙 정계에 영향력을 행사한 극우 정당이다. 동년 유럽의회에도 입성하였으며, 유럽 보수와 개혁 및 유럽 보수와 개혁당에 가입하였으나 극우 정당이 주로 속한 정체성과 민주주의 가입은 거절하였다.

## 정책
스페인 우파 내에서 중도우파 성향의 국민당의 대안으로서 등장한 정당으로 더욱 강경한 우파 성향이다. 엘 에스파뇰(El Español) 등은 단순히 우익으로 묘사하였으나, 많은 저널리스트와 전문가들은 이 당이 극우에 해당한다고 평가한다. 또한 비교적 최근에 등장한 당으로서 Vox는 아직 정당의 이데올로기적 기반을 확립하지 못하여 방향성이 계속해서 변한다는 지적이 있다.
스페인 국내 정치에서 가장 논쟁적인 지방자치 문제에 대해서, Vox는 강경한 중앙집권을 옹호하며 스페인의 잠재적 분열, 특히 카탈루냐와 바스크 지역의 독립에 강력히 반대한다. 이들은 스페인이 스페인 국왕과 총리를 중심으로 한 중앙집권 체제로 복귀되어야 한다고 주장하며 지방 분권 정책도 폐지할 것을 주장한다.
경제적으로는 노동법 완화, 세금 경감 등을 주장하여 경제적 자유주의나 신자유주의로 묘사되기도 하였으나, 동시에 보호주의 무역을 옹호하고 세계화와 글로벌 대기업을 비난하는 등 오히려 반(反)-신자유주의적인 면모도 보이고 있다.
사회문제에 대해서는 불법 이민, 특히 이슬람 세계 출신 난민 문제에 매우 비판적 입장을 취하고 있으며 LGBT 권리 운동에도 강하게 반대하는 경향을 보인다. 이스라엘-팔레스타인 분쟁에 관해서는 이스라엘 측을 옹호하고 있으나, 이와는 반대되게 조지 소로스가 유럽의 이슬람화를 부추긴다는 반유대주의 음모론을 주장한 것으로 논란을 빚었다.

## 같이 보기
- 분류:Vox (정당)의 정치인